# Polyplectropus protensus
Polyplectropus protensus là một loài Trichoptera trong họ Polycentropodidae. Chúng phân bố ở miền Cổ bắc.